# Huỳnh Công Thành
Huỳnh Công Thành (1930-1973), nguyên là sĩ quan Bộ binh cao cấp của Quân lực Việt Nam Cộng hòa, cấp bậc Đại tá. Ông xuất thân từ khóa đầu tiên ở trường Sĩ quan Trừ bị do Chính phủ Quốc gia Việt Nam mở ra ở miền Nam với mục đích đào tạo sĩ quan người Việt phục vụ cho Quân đội Liên hiệp Pháp. Ông đã tuần tự giữ từ chức vụ Trung đội trưởng cho đến Tham mưu trưởng cấp Sư đoàn Bộ binh. Sau chuyển sang lĩnh vực Hành chính Quân sự. Năm 1973, ông tử trận, được truy thăng cấp bậc Chuẩn tướng.

## Tiểu sử & Binh nghiệp
Ông sinh vào tháng 2 năm 1930 trong một gia đình điền chủ giàu có tại Châu Đốc, miền Tây Nam phần Việt Nam. Năm 1950, ông tốt nghiệp Trung học chương trình Pháp tại Cần Thơ với văn bằng Tú tài bán phần (Part I).

### Quân đội Quốc gia Việt Nam
Giữa năm 1951, thi hành lệnh động viên, ông nhập ngũ vào Quân đội Quốc gia, mang số quân: 50/121.193. Theo học khóa 1 Lê Văn Duyệt tại trường Sĩ quan Trừ bị Thủ Đức, khai giảng ngày 1 tháng 10 năm 1951. Ngày 1 tháng 6 năm 1952 mãn khóa tốt nghiệp với cấp bậc Thiếu úy, được chuyển đến một Tiểu đoàn Bộ binh Việt Nam (trong hệ thống Quân đội Liên hiệp Pháp) giữ chức vụ Trung đội trưởng. Tháng 8 năm 1954, sau Hiệp định Genève (20 tháng 7), ông được thăng cấp Trung úy giữ chức vụ Đại đội trưởng.

### Quân đội Việt Nam Cộng hòa
Ngày 26 tháng 10 năm 1956, một thời gian ngắn sau khi từ Quân đội Quốc gia chuyển sang phục vụ cơ cấu mới là Quân đội Việt Nam Cộng hòa, ông được thăng cấp Đại úy giữ chức vụ Tiểu đoàn trưởng Tiểu đoàn Bộ binh. Ngày Quốc khánh Đệ nhất Cộng hòa 26 tháng 10 năm 1959, ông được thăng cấp Thiếu tá và được cử giữ chức Trung đoàn trưởng Trung đoàn 2 thuộc Sư đoàn 1 Bộ binh.
Thời gian ông chỉ huy Trung đoàn 2, lần lượt trải qua các vị Tư lệnh Sư đoàn: Đại tá Tôn Thất Xứng, Đại tá Nguyễn Đức Thắng, Đại tá Nguyễn Văn Thiệu và Thiếu tướng Đỗ Cao Trí.
Tháng 11 năm 1963, sau cuộc đảo chính Tổng thống Ngô Đình Diệm (ngày 1 tháng 11). Ngày 4 tháng 11 ông được thăng cấp Trung tá và được cử làm Tham mưu trưởng Sư đoàn 1 Bộ binh, trải qua các vị Tư lệnh Sư đoàn: Đại tá Trần Thanh Phong, Chuẩn tướng Nguyễn Chánh Thi và Thiếu tướng Nguyễn Văn Chuân.
Ngày Quốc khánh Đệ nhị Cộng hòa 1 tháng 11 năm 1965, ông được thăng cấp Đại tá chuyển về Bộ tư lệnh Quân đoàn I giữ chức vụ Tham mưu trưởng, lần lượt dưới quyền các vị Tư lệnh Quân đoàn: Thiếu tướng Nguyễn Chánh Thi (11/1964-3/1966), Thiếu tướng Nguyễn Văn Chuân (3/1966-4/1966), Trung tướng Tôn Thất Đính (4/1966-5/1966), Thiếu tướng Huỳnh Văn Cao (15/5-30/5/1966), Trung tướng Hoàng Xuân Lãm (6/1966-5/1972).
Tháng giêng năm 1972, biệt phái sang lĩnh vực Hành chính, ông được bổ nhiệm làm Tỉnh trưởng kiêm Tiểu khu trưởng Bình Tuy thay thế Đại tá Trần Vãng Khoái.

## Tử trận
Ngày 3 tháng 2 năm 1973, ông bị trúng đạn trọng thương do hoả tiễn phòng không của đối phương bắn trúng khi đang bay trực thăng thị sát vùng Tánh Linh, một Chi khu (Quận) trực thuộc tỉnh. Sau hơn một tháng điều trị ở Tổng y viện Cộng hòa do vết thương quá nặng nên ngày 24 tháng 3 ông từ trần. Hưởng dương 43 tuổi.
Ông được truy thăng cấp bậc Chuẩn tướng và truy tặng Đệ Tam đẳng Bảo quốc Huân chương kèm Anh dũng Bội tinh với nhành Dương liễu.
Tang lễ được cử hành theo lễ nghi Quân cách của một tướng lĩnh.
Ngay sau đó Trung tá Nguyễn Văn Sĩ đương nhiệm Tiểu khu phó kiêm Tham mưu trưởng Tiểu khu được bổ nhiệm làm Tỉnh trưởng kiêm Tiểu khu trưởng Bình Tuy.